# Ictistygna macleayi
Ictistygna macleayi es una especie de coleóptero de la familia Anthicidae.

## Distribución geográfica
Habita en Australia.